# Juncais
Juncais is een plaats (freguesia) in de Portugese gemeente Fornos de Algodres en telt 316 inwoners (2001).